# オイゲン・ゼンガー
オイゲン・ゼンガー（独: Eugen Sänger , 1905年9月22日 - 1964年2月10日）は、ドイツの航空宇宙技術者。リフティングボディとラムジェットの技術に関する研究で知られている。

## 概要
ゼンガーは、オーストリア＝ハンガリー帝国の時代にボヘミアで生まれた。ウィーン工科大学で土木工学を学んでいたとき、ヘルマン・オーベルトの『惑星空間へのロケット』を読み、航空工学へと専攻を変えた。また、オーベルトが中心となって活動していたアマチュア団体「宇宙旅行協会」にも参加していた。
ゼンガーはロケットを動力とする飛行についての論文を提出したが、奇抜すぎるとして大学から受け取りを拒否されている。より新鮮さに欠ける翼の構造解析に関する論文を提出することで卒業を認められた。受け取りを拒否された論文は、1933年に「ロケット飛行工学」の題名で出版された。1935年と1936年にオーストリアの雑誌「Flug」にロケット動力による飛行についての論文を発表した。これらの論文は、ドイツ航空省の注意を引きつけた。ゼンガーのアイデアを発展させれば、ドイツからアメリカを攻撃する爆撃機を完成させることができるのではないか、と考えられたからである。
1936年、ゼンガーはリューネブルガーハイデ地区でロケット開発チームを率いることになった。彼は、次のような構想を思い至った。ロケットエンジンを搭載した爆撃機を、長さ3キロメートルのレール上に設置したソリの上に据える。このソリにもロケット推進装置が備えられている。まず、ソリのロケットを点火して機体を加速する。機体が浮くと同時に機体のロケットを噴射して、一気に高度約145キロメートルへ到達する。この後、爆撃機は完全な周回軌道に乗るのではなく、大気圏上層を何回もスキップすることにより長大な距離を飛行する（ダイナミック・ソアリング）というものである。
この機体はSilbervogel（銀の鳥）と呼ばれた。その成否は、大気圏上層でスキップを繰り返すために必要となる揚力を生み出す胴体の設計にかかっていた。この揚力を発生する胴体がリフティングボディである。ゼンガーは、彼の結婚相手でもある数学者のイレーネ・ブレットの助けを借りながら機体の設計をおこなった。また、ゼンガーは、この機体のために必要な1メガニュートンの推力を発生させるロケットモーターの設計もおこなった。この設計において、ロケット燃料を燃焼室に送り込む前にロケットノズルの周囲を循環させ、エンジンを冷却するために使用することを初めて提案した。
1942年にドイツ航空省は、他のより野心的で理論的な計画と共に本計画を白紙にした。これは、より確立された技術の向上に重点をおくことを目指したからであった。ゼンガーはドイツ滑空機研究所で働くことになった。そこで第二次世界大戦の終了までラムジェットに関する重要な業績を残した。
戦後、ゼンガーはフランス政府のもとで働き、1949年にFédération astronautiqueを創設した。フランスにいる間、ゼンガーはソビエト連邦の情報部員による亡命工作の対象であった。スターリンはSilbervogelに関する報告書からゼンガーに興味を持ち、ソビエト連邦に亡命するよう説得するため、息子のワシーリー・スターリンや科学者のグリゴリ・トカヤを派遣したが失敗に終わった。

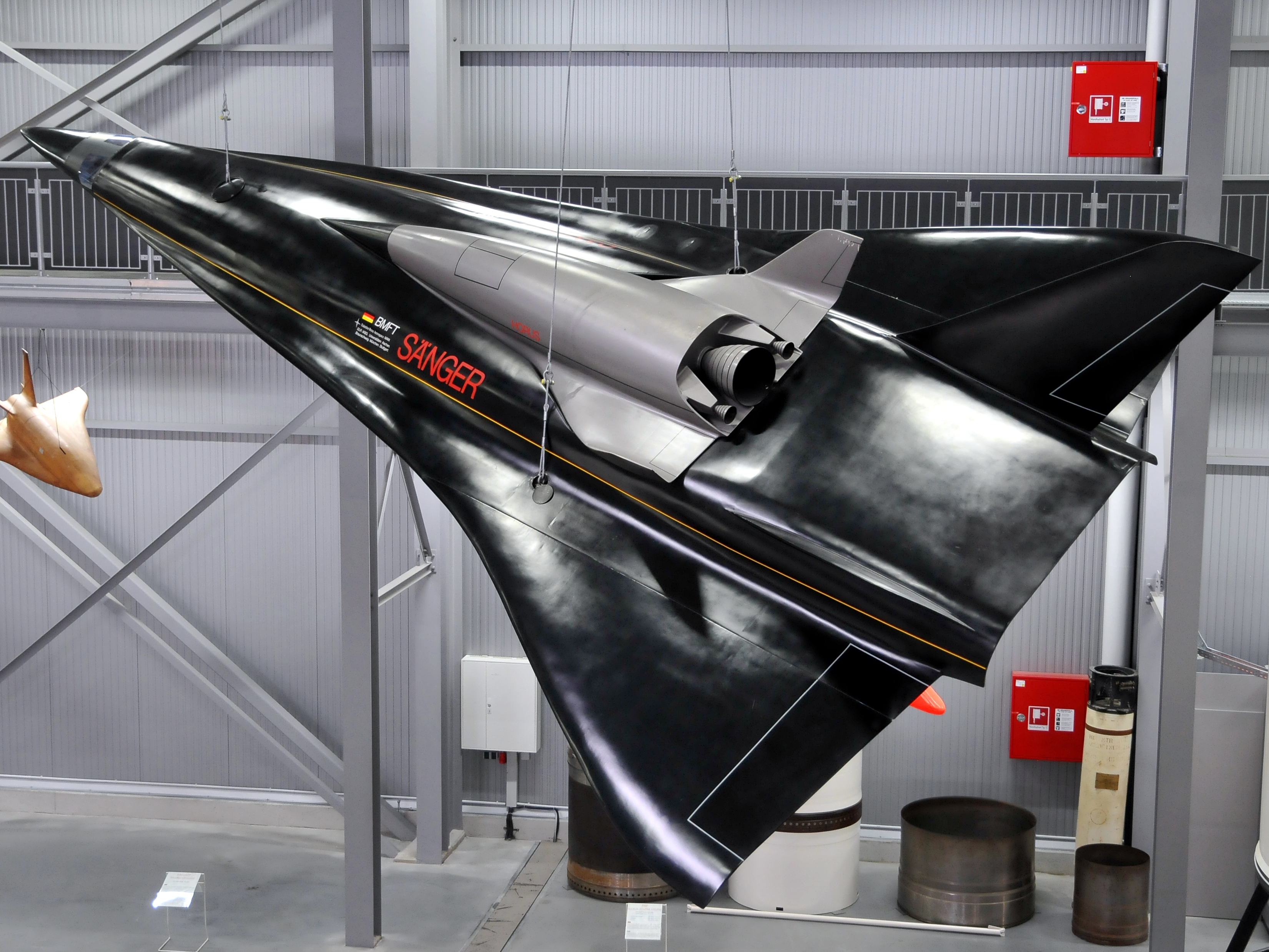
技術博物館シュパイヤーのコンセプトゼンガーIIのモデル

1954年にゼンガーはドイツに戻り、その3年後にはシュトゥットガルト大学とジェット推進研究所で研究に取り組んだ。1961年から1963年まではユンカース社で計画されたラムジェットエンジン推進のスペースプレーン設計におけるコンサルタントとして活躍した。この時期においてゼンガーが提唱したとされる理論的な革新技術としては、惑星間や恒星間宇宙船の推進力として光子を利用する方法が挙げられる。これにはソーラーセイルも含まれている。
1964年にベルリンで死去。

## 人物
- ゼンガーの名は、戦後ドイツのスペースプレーン計画「ゼンガー」および「ゼンガーII」にも使われた（ナチス時代のSilbervogelについても、日本では「ゼンガー」としている文献がある）。
- 日本国内でも彼の業績は早くから注目されており、1944年（昭和19年）には彼の著作の日本語訳が出版されている。

### 著作と技術報告
- Sänger, Eugen (1956). Zur Mechanik der Photonen-Strahlantriebe. München,: R. Oldenbourg. pp. 92
- Sänger, Eugen (1957). Zur Stahlungsphysik der Photonen-Strahlantriebe und Waffenstrahlen. München: R. Oldenbourg. pp. 173
- Sänger, Eugen (1933). Rocket Flight Engineering. (Washington, 1965): NASA Tech. Trans. F-223
- Sänger, Eugen (1944年8月). “A Rocket Drive For Long Range Bombers” (PDF).   Astronautix.com. 2008年1月17日閲覧。
- Saenger, Hartmut E and Szames, Alexandre D, From the Silverbird to Interstellar Voyages, IAC-03-IAA.2.4.a.07.
- Sänger, Eugen; trans, Karl Frucht (1965). Space Flight: Countdown for the Future. New York: McGraw-Hill
- Duffy, James P. (2004). TARGET: AMERICA : Hitler's Plan to Attack the United States. Praeger. ISBN 0-275-96684-4
- Shayler, David J. (2005). Women in Space – Following Valentina. Springer. ISBN 1-85233-744-3
- ゼンゲルE 著、太田三郎 訳『ロケット航空工学』柏葉書院、1944年。全国書誌番号:46017836。

### その他
- Westman, Juhani (2006年). “Global Bounce”. 2007年10月9日時点のオリジナルよりアーカイブ。2008年1月17日閲覧。
- Wade, Mark. “Eugen Albert Saenger”.   Astronautix.com. 2007年10月13日時点のオリジナルよりアーカイブ。2008年1月17日閲覧。